# 木村遼
木村 遼（きむら りょう、1998年4月28日 - ）は、日本の元男性タレント。子役として活躍し、その後芸能界を引退した。
神奈川県出身。
NHK教育『天才てれびくんMAX』てれび戦士（出演期間 2008年度 - 2009年度）で知られている。

## 略歴
2005年、Sugar&Spiceに所属し、芸能界デビュー。2014年8月、Sugar&Spiceを退所。芸能界を引退。

## 交友関係
伊藤元太とは『天才てれびくんMAX』てれび戦士の同期であり親交がある。2017年1月5日、伊藤が2016年8月31日に死去が公表された際、木村本人がTwitterで伊藤を悼むコメントを記していた。

## 出演

### バラエティ
- 天才てれびくんMAX（2008年 - 2010年、NHK教育）てれび戦士

### テレビアニメ
- フレンドリーアベニュー（2005年 - 2006年、テレビ東京）

### CM
- ナショナル、「お掃除ロボットエアコン」声のみ
- キヤノン、「PIXUS新製品出力サンプル」スチル

### PV
- Jackson vibe「さよならヒーロー」（2005年9月14日）

### イベント
- アディダス｢2008 Spring&Summer Key Account Presentation｣（2008年）